# Оскар дос Сантос
Оскар дос Сантос (порт. Oscar dos Santos Emboaba Júnior; 9. септембар 1991, Американа Сао Пауло) је бразилски фудбалер, који наступа за репрезентацију Бразила и Шангај Порт, а игра на позицији крила и играча средине терена. Тренутно на дресу носи број 8.